# Họ Chích bụi
Họ Chích bụi (danh pháp khoa học: Cettiidae) là một họ chim gồm các loài chim biết hót nhỏ. Họ này gồm Cettia và các họ hàng của chúng. Các loài trong họ này chủ yếu có mặt ở châu Á và châu Phi, phân bố đến Wallacea và châu Âu.

## Các chi
Họ này gồm các chi:
- Erythrocercus – 3 loài
- Scotocerca – 1 loài
- Hemitesia – 2 loài
- Urosphena – 3 loài
- Cettia – 1-2 loài
- Oligura – 2 loài
- Tesia – 4 loài
- Abroscopus – 3 loài
- Phyllergates – 2 loài
- Tickellia - 1 loài
- Horornis – 13 loài (tách ra từ Cettia)

### Nghi vấn
- Pholidornis – Tit Hylia (chi này từng được xếp trong các họ Sylviidae, Estrildidae, Dicaeidae, Nectariniidae, Remizidae, Hyliidae và Meliphagidae; có khuynh hướng được xếp vào họ này[2] hoặc xếp cùng Hylia trong họ Hyliidae[3]).
- Hylia – Hylia lục (Có khuynh hướng được xếp vào đây[2] hoặc xếp cùng Pholidornis trong họ Hyliidae[3]).